# Daniel Dennett
Daniel Clement Dennett III, född 28 mars 1942 i Boston i Massachusetts, död 19 april 2024 i Portland i Maine, var en amerikansk professor i filosofi. Dennett var föreståndare för Centret för kognitiva studier vid Tufts University.
Han hade en fil. kand. i filosofi från Harvard (1963) och doktorerade i filosofi 1965 under överseende av Gilbert Ryle vid Oxfords universitet. Han undervisade vid University of California, Irvine under perioden 1965 till 1971. Från 1971 undervisade han vid Tufts University.
Dennett var författare till flera böcker om evolution och medvetandet och är även känd som en av ateismens "fyra ryttare" där de andra tre är Richard Dawkins, Sam Harris och Christopher Hitchens. Dennett var även fellow hos Committee for Skeptical Inquiry.
Dennett blev känd för att ha formulerat en konceptuell modell för att beskriva utvecklingen av människans och andra djurs medvetande benämnd "Skapa-och-testa-tornet" (eng. "Tower of Generate-and-Test") eller Daniel Dennetts torn.

### Utgivet på svenska
- 1992 – Hjärnstormar ISBN 9188248046
- 1999 – Att förstå medvetandet hos människor och andra djur ISBN 9127069311
- 2017 – Från bakterier till Bach och tillbaka ISBN 9789187935909
- 2019 – Till den fria tankens försvar (tillsammans med Christopher Hitchens, Richard Dawkins och Sam Harris) ISBN 9789188589170
- 2025 – Jag har tänkt (övers. Pär Svensson) ISBN 9789189139336